# فلسطين في الألعاب البارالمبية الصيفية 2004

نافست فلسطين في دورة الألعاب البارالمبية الصيفية 2004 المنعقدة في أثينا، اليونان من 17-28 سبتمبر 2004. حيث أرسلت اللجنة البارالمبية الفلسطينية لاعبين، حيث فازا بميداليتين فضية وبرونزية في دفع الثقل والقفز الطويل ورمي الرمح.

## جدول الميداليات
| الميدالية | الاسم      | الرياضة     | الرياضة   |
| --------- | ---------- | ----------- | --------- |
| فضية      | حسام عزام  | ألعاب القوى | دفع الثقل |
| برونزية   | محمد فنونة | ألعاب القوى | قفز طويل  |

## الرياضات

### ألعاب القوى

#### رجال
| اللاعب     | صورة     | الصف | الرياضة   | الدور النهائي | الدور النهائي | الدور النهائي |
| اللاعب     | صورة     | الصف | الرياضة   | النتيجة       | النقاط        | الترتيب       |
| ---------- | -------- | ---- | --------- | ------------- | ------------- | ------------- |
| حسام عزام  |          | F53  | دفع الثقل | 7.82          | -             | فضية          |
| محمد فنونة |          | F13  | رمي الرمح | 39.92         | -             | 6             |
| محمد فنونة | قفز طويل | F13  | 6.59      | -             | برونزية       |               |